# Diocesi di Eliosebaste
La diocesi di Eliosebaste (in latino Dioecesis Heliosebastena) è una sede soppressa del patriarcato di Antiochia e una sede titolare della Chiesa cattolica.

## Storia
Eliosebaste, identificabile con le rovine di Asar Tepe, presso la città di Adanda, nel distretto di Gazipaşa in Turchia, è un'antica sede episcopale della provincia romana di Isauria nella diocesi civile d'Oriente. Faceva parte del patriarcato di Antiochia ed era suffraganea dell'arcidiocesi di Seleucia.
La diocesi non è menzionata nell'unica Notitia Episcopatuum nota del patriarcato antiocheno e datata alla seconda metà del VI secolo. Per un certo periodo, dopo l'occupazione araba di Antiochia, l'Isauria fu annessa al patriarcato di Costantinopoli. La diocesi di Eliosebaste appare nelle Notitiae Episcopatuum di questo patriarcato nel IX, nel X e nel XIII secolo.
Le Quien attribuisce a quest'antica diocesi un solo vescovo, Sabbazio, che nel 458 sottoscrisse, come episcopus Sebastiae, la lettera dei vescovi dell'Isauria all'imperatore Leone I dopo l'uccisione del patriarca Proterio di Alessandria.
Dal 1933 Eliosebaste è annoverata tra le sedi vescovili titolari della Chiesa cattolica; la sede è vacante dal 1º luglio 1972.

## Cronotassi

### Vescovi greci
- Sabbazio † (menzionato nel 458) (episcopus Sebastiae)

### Vescovi titolari
- Guilford Clyde Young † (15 luglio 1948 - 10 ottobre 1954 nominato arcivescovo coadiutore di Hobart)
- Florentino de Andrade e Silva † (31 dicembre 1954 - 1º luglio 1972 nominato vescovo di Faro)